# Atletismo nos Jogos Pan-Americanos de 1995 - 400 m com barreiras feminino
A prova dos 400 m com barreiras feminino nos Jogos Pan-Americanos de 1995 foi realizada em 24 de março no Estádio Atlético "Justo Roman".

## Medalhistas
| Ouro                          | Prata                           | Bronze                   |
| Kim Batten USA Estados Unidos | Tonja Buford USA Estados Unidos | Lency Montelier CUB Cuba |

## Final
| Posição           | Nome             | Nacionalidade      | Tempo   | Notas |
| ----------------- | ---------------- | ------------------ | ------- | ----- |
| Medalha de ouro   | Kim Batten       | USA Estados Unidos | 54.74   |       |
| Medalha de prata  | Tonja Buford     | USA Estados Unidos | 55.05   |       |
| Medalha de bronze | Lency Montelier  | CUB Cuba           | 55.74   |       |
| 4                 | Donalda Duprey   | CAN Canadá         | 57.26   |       |
| 5                 | Carmen Bezanilla | CHI Chile          | 59.46   |       |
| 6                 | Sandra Izquierdo | ARG Argentina      | 1:00.27 |       |
| 7                 | María Fornaciari | ARG Argentina      | 1:00.56 |       |